# Azuzum
Azuzum war im frühen 20. Jahrhundert v. Chr. Herrscher des altbabylonischen Stadtstaats Ešnunna und Amtsnachfolger von Uṣur-Awassu. Inschriften von ihm wurden im Gouverneurs-Palast in Ešnunna gefunden, der von ihm zum Teil erneuert wurde.